# Xã Freedom, Quận Blair, Pennsylvania
Xã Freedom (tiếng Anh: Freedom Township) là một xã thuộc quận Blair, tiểu bang Pennsylvania, Hoa Kỳ. Năm 2010, dân số của xã này là 3.458 người.